# Lista de picos ultraproeminentes dos Himalaias Ocidentais
Esta é a lista dos 75 picos ultraproeminentes dos Himalaias Ocidentais. Nesta região a montanha mais proeminente é o Nanga Parbat (8125 m de altitude e 4608 m de proeminência situada no Paquistão) seguida pelo K2 (8614 m de altitude e 4020 m de proeminência situada na fronteira China-Paquistão).

## Indocuche

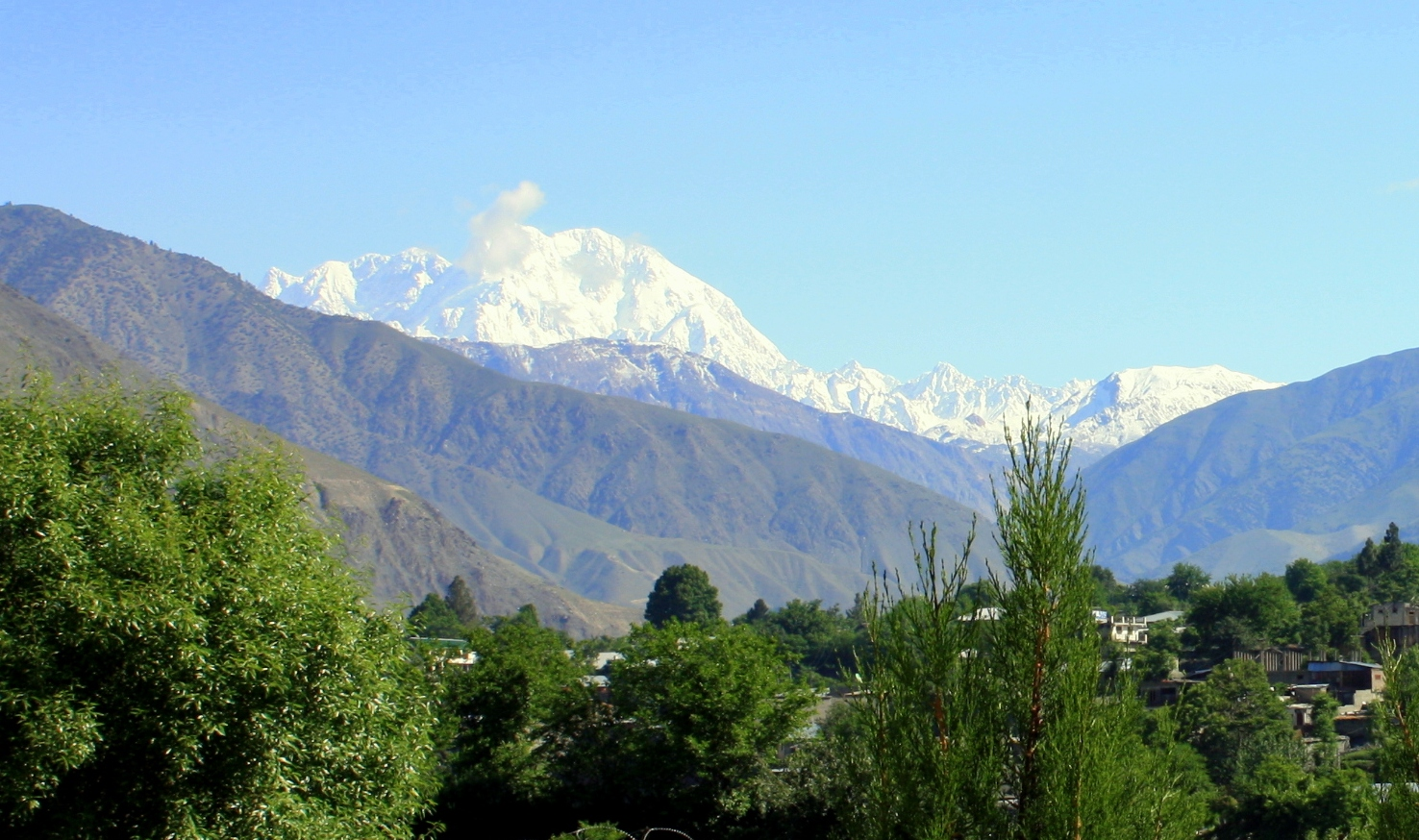
Tirich Mir, Paquistão

| N.º | Pico                                 | País                    | Altitude (m) | Proeminência (m) | Colo (m) |
| --- | ------------------------------------ | ----------------------- | ------------ | ---------------- | -------- |
| 1   | Tirich Mir                           | Paquistão               | 7706         | 3908             | 3798     |
| 2   | Kuh-e Bandaka                        | Afeganistão             | 6812         | 2834             | 3978     |
| 3   | Ponto mais alto de Kuh-e Safad Khers | Afeganistão             | 5325         | 2470             | 2855     |
| 4   | Kuh-e Chuk Shakh                     | Afeganistão             | 5467         | 2444             | 3023     |
| 5   | Noshaq                               | Afeganistão / Paquistão | 7492         | 2024             | 5468     |
| 6   | Saraghrar                            | Paquistão               | 7340         | 1979             | 5370     |
| 7   | Kuh-e Fergardi                       | Afeganistão             | 5096         | 1850             | 3246     |
| 8   | Shayaz                               | Paquistão               | 6026         | 1797             | 4229     |
| 9   | Point 5120                           | Afeganistão             | 5120         | 1775             | 3345     |
| 10  | Kuh-e Shashgal                       | Afeganistão             | 6290         | 1758             | 4532     |
| 11  | Udren Zom                            | Paquistão               | 7140         | 1620             | 5520     |
| 12  | Shah Dhar                            | Afeganistão / Paquistão | 7038         | 1562             | 5476     |
| 13  | Lunkho e Dosare                      | Afeganistão / Paquistão | 6901         | 1561             | 5340     |

## A sul doPasso Khyber
| N.º | Pico                          | País                    | Altitude (m) | Proeminência (m) | Colo (m) |
| --- | ----------------------------- | ----------------------- | ------------ | ---------------- | -------- |
| 1   | Sikaram Sar                   | Afeganistão / Paquistão | 4755         | 2295             | 2460     |
| 2   | Ponto mais alto do Koh-i-Baba | Afeganistão             | 5048         | 2111             | 2937     |
| 3   | Obasta Tsukai                 | Paquistão               | 3452         | 1813             | 1628     |
| 4   | Ras Koh                       | Paquistão               | 3003         | 1797             | 1206     |
| 5   | Shah Tus Aqa Ghar             | Afeganistão             | 4803         | 1734             | 3069     |
| 6   | Mizri Ghar                    | Paquistão               | 3111         | 1618             | 1493     |
| 7   | Loe Nekan                     | Paquistão               | 3575         | 1597             | 1985     |
| 8   | Kuh-e Soltan Saheb            | Afeganistão             | 4270         | 1513             | 2757     |
| 9   | Kuh-e Sefid                   | Afeganistão             | 4750         | 1510             | 3240     |

## Hindu Raj
| N.º | Pico         | País      | Altitude (m) | Proeminência (m) | Colo (m) |
| --- | ------------ | --------- | ------------ | ---------------- | -------- |
| 1   | Buni Zom     | Paquistão | 6542         | 2845             | 3697     |
| 2   | Koyo Zom     | Paquistão | 6872         | 2562             | 4310     |
| 3   | Ghamubar Zom | Paquistão | 6518         | 2133             | 4385     |
| 4   | Chiantar Sar | Paquistão | 6416         | 1841             | 4575     |
| 5   | Shah Dok     | Paquistão | 6320         | 1815             | 4505     |
| 6   | Thalo Zom    | Paquistão | 6050         | 1799             | 4251     |
| 7   | Falak Sher   | Paquistão | 5918         | 1558             | 4360     |

## Karakoram(Caracórum)

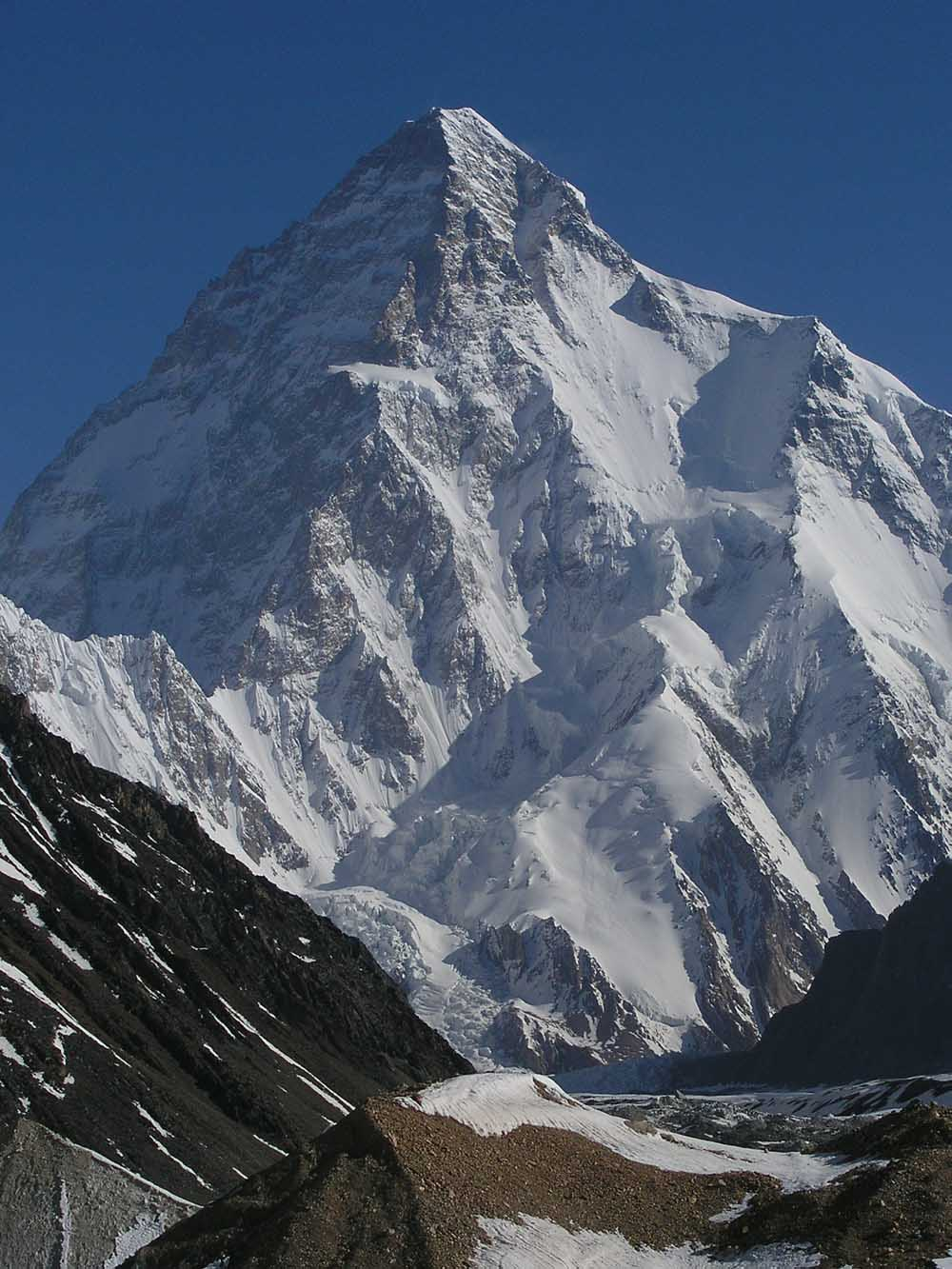
K2, Paquistão/República Popular da China

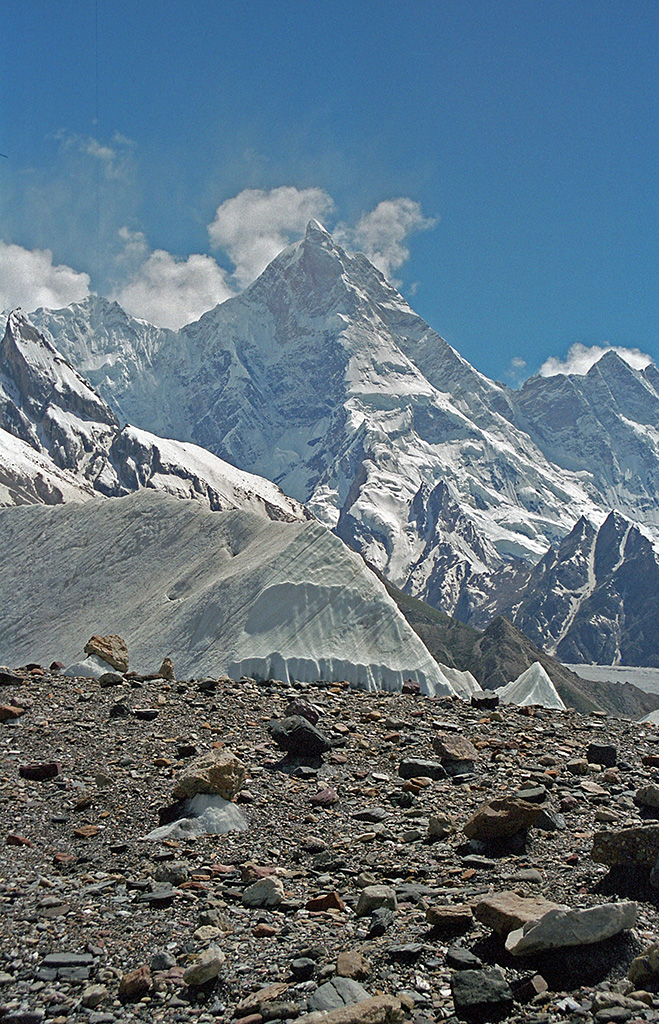
Masherbrum (K1) Paquistão

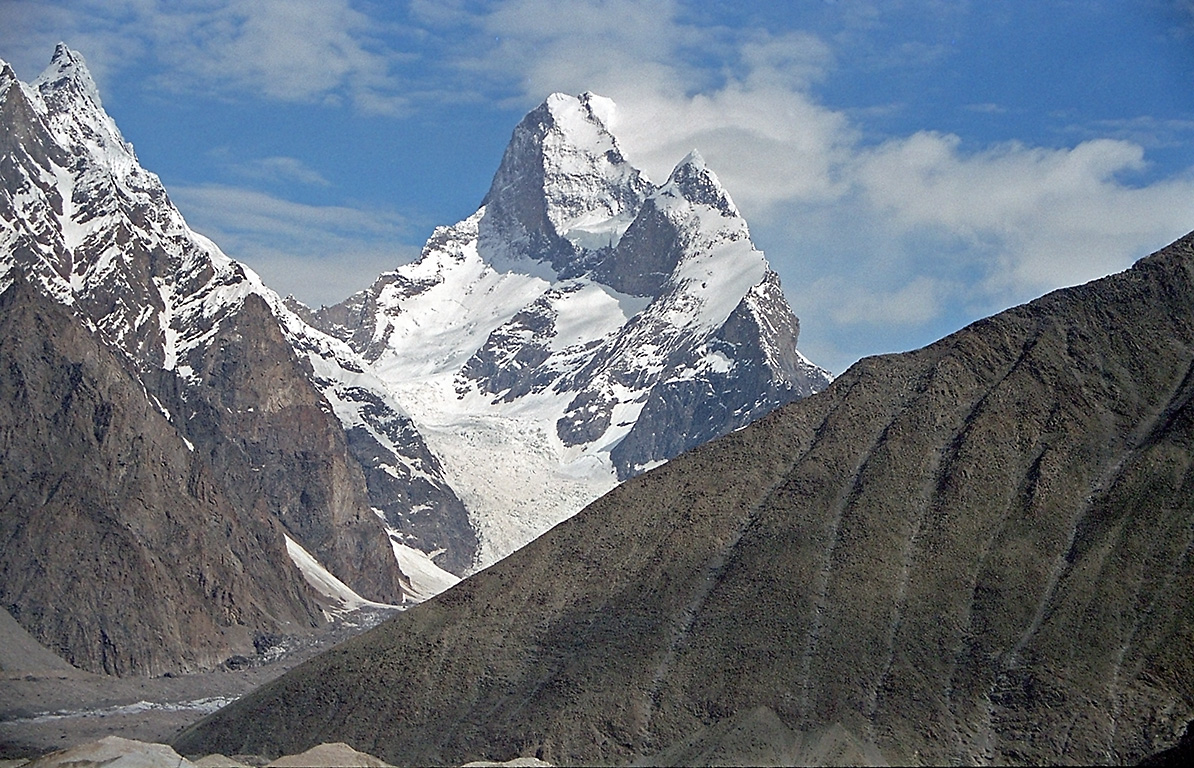
Torre Muztagh Paquistão

| N.º | Pico                                      | País              | Altitude (m) | Proeminência (m) | Colo (m) |
| --- | ----------------------------------------- | ----------------- | ------------ | ---------------- | -------- |
| 1   | K2                                        | Paquistão / China | 8614         | 4020             | 4594     |
| 2   | Batura Sar                                | Paquistão         | 7795         | 3118             | 4677     |
| 3   | Rakaposhi                                 | Paquistão         | 7788         | 2818             | 4970     |
| 4   | Distaghil Sar                             | Paquistão         | 7885         | 2525             | 5360     |
| 5   | Masherbrum                                | Paquistão         | 7821         | 2457             | 5364     |
| 6   | Saser Kangri                              | Índia             | 7672         | 2304             | 5368     |
| 7   | Haramosh Peak                             | Paquistão         | 7397         | 2277             | 5120     |
| 8   | Karun Kuh                                 | Paquistão         | 6977         | 2240             | 4737     |
| 9   | Malubiting                                | Paquistão         | 7453         | 2193             | 5260     |
| 10  | Saltoro Kangri                            | Índia             | 7742         | 2160             | 5582     |
| 11  | Gasherbrum I                              | Paquistão / China | 8080         | 2155             | 5925     |
| 12  | Surukwat Kangri                           | China             | 6792         | 1995             | 4797     |
| 13  | K12                                       | Índia             | 7428         | 1978             | 5450     |
| 14  | K6                                        | Paquistão         | 7282         | 1962             | 5320     |
| 15  | The Crown                                 | China             | 7295         | 1919             | 5376     |
| 16  | Baintha Brakk                             | Paquistão         | 7285         | 1891             | 5394     |
| 17  | Mamostong Kangri                          | Índia             | 7516         | 1803             | 5713     |
| 18  | Khunyang Chhish                           | Paquistão         | 7852         | 1765             | 6087     |
| 19  | Kharchanai                                | China             | 6436         | 1743             | 4693     |
| 20  | Torre Muztagh                             | Paquistão / China | 7276         | 1710             | 5566     |
| 21  | Teram Kangri                              | Índia / China     | 7464         | 1703             | 5761     |
| 22  | Broad Peak                                | Paquistão / China | 8051         | 1701             | 6350     |
| 23  | Mazar Shan                                | China             | 6542         | 1674             | 4868     |
| 24  | Kanjut Sar                                | Paquistão         | 7760         | 1660             | 6100     |
| 25  | Chogolisa                                 | Paquistão         | 7668         | 1624             | 6044     |
| 26  | Bilchhar Dobani                           | Paquistão         | 6143         | 1601             | 4542     |
| 27  | Kalmuk Kangri                             | China             | 6952         | 1600             | 5352     |
| 28  | Durbin Kangri                             | China             | 6824         | 1579             | 5245     |
| 29  | Kezhen Peak (Karpogo Sar)                 | China             | 7038         | 1578             | 5460     |
| 30  | Ponto mais alto da cordilheira Marshakala | Paquistão         | 5828         | 1564             | 4264     |
| 31  | Burnag Kangri                             | China             | 6821         | 1529             | 5292     |
| 32  | Gasherbrum II                             | Paquistão / China | 8034         | 1523             | 6511     |

## Entre orio Indoe orio Sutlej

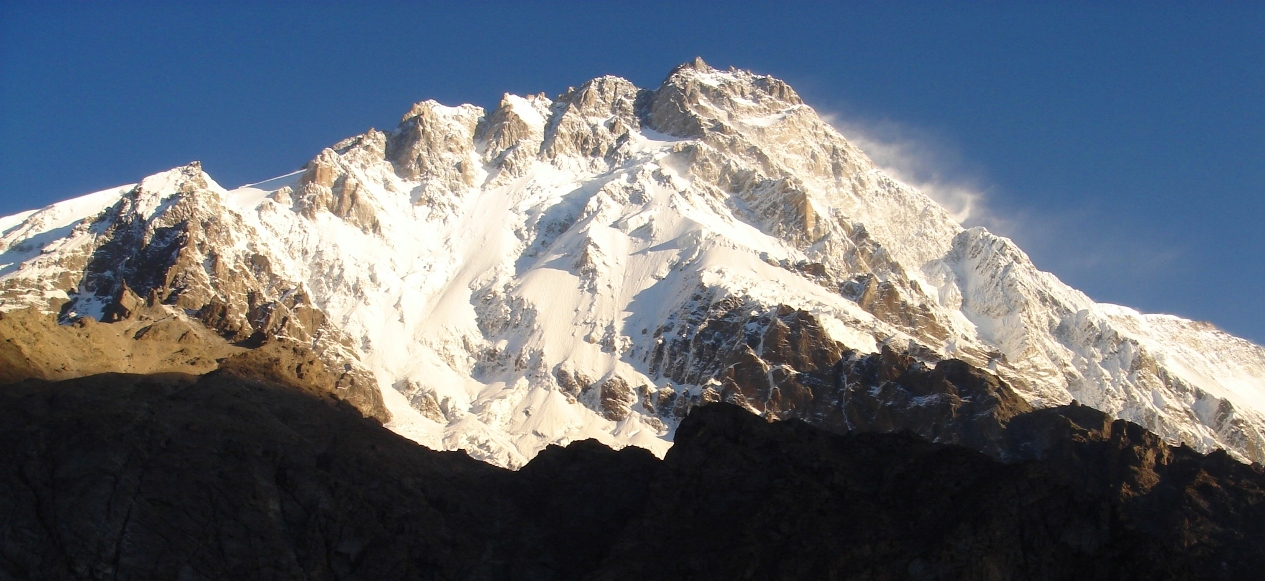
Nanga Parbat, no Paquistão

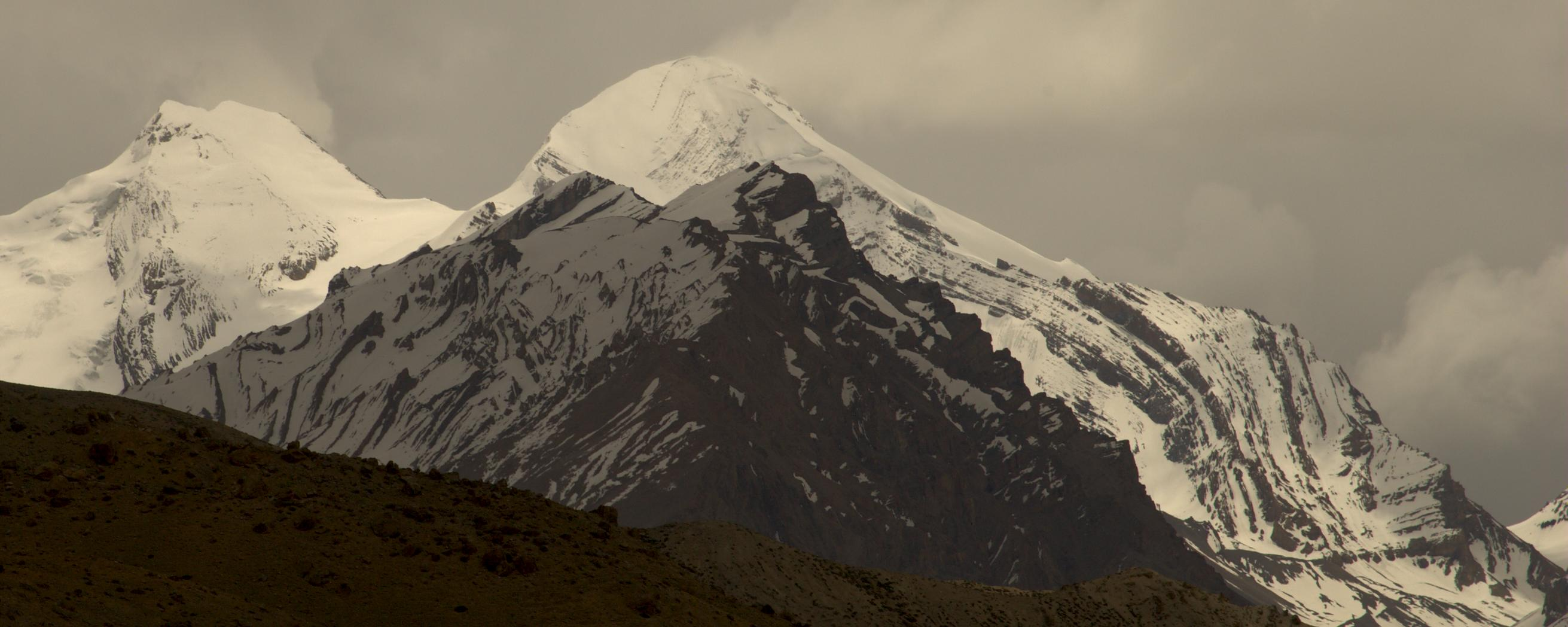
Manirang Índia

| N.º | Pico           | País              | Altitude (m) | Proeminência (m) | Colo (m) |
| --- | -------------- | ----------------- | ------------ | ---------------- | -------- |
| 1   | Nanga Parbat   | Paquistão         | 8125         | 4608             | 3517     |
| 2   | Nun            | Índia             | 7135         | 2404             | 4731     |
| 3   | Shikar Beh     | Índia             | 6200         | 2223             | 3977     |
| 4   | Parbati Parbat | Índia             | 6633         | 2093             | 4540     |
| 5   | Reo Purgyil    | Índia / China     | 6816         | 1978             | 4838     |
| 6   | Sanset         | Índia             | 4745         | 1942             | 2803     |
| 7   | Miranjan       | Paquistão         | 2981         | 1911             | 1070     |
| 8   | Gya            | Índia / China     | 6794         | 1910             | 4884     |
| 9   | Dofana         | Paquistão         | 5940         | 1875             | 4065     |
| 10  | Point 5608     | Paquistão / Índia | 5608         | 1850             | 3758     |
| 11  | Manirang       | Índia             | 6593         | 1727             | 4866     |
| 12  | Point 5800     | Paquistão         | 5800         | 1682             | 4118     |
| 13  | Point 6086     | Índia             | 6086         | 1618             | 4468     |
| 14  | Bharanzar      | Índia             | 6574         | 1606             | 4968     |
| 15  | Mulkila        | Índia             | 6517         | 1586             | 4931     |
| 16  | Kolahoi        | Índia             | 5425         | 1585             | 3840     |
| 17  | Point 5971     | Índia             | 5971         | 1566             | 4405     |
| 18  | Junkor         | Paquistão / Índia | 5373         | 1563             | 3810     |
| 19  | Doda           | Índia             | 6573         | 1504             | 5069     |